# Zeri
|  | Per a altres significats, vegeu «ZERI». |

Zeri és un comune (municipi) de la província de Massa i Carrara, a la regió italiana de la Toscana, a la Lunigiana. A 1 de gener de 2019 la seva població era de 1.014 habitants.
Zeri limita amb els següents municipis: Albareto, Mulazzo, Pontremoli, Rocchetta di Vara, Sesta Godano i Zignago.